# Вейе, Катрин
Катрин Вейсгорд Вейе (дат. Katrine Vejsgaard Veje; род. 19 июня 1991, Фредерисия, Вайле) — датская футболистка, атакующий полузащитник и вингер национальной сборной Дании. Серебряный призёр чемпионата Европы 2017 года.

## Карьера

### Клубы
С 2007 по 2011 год выступала за «Оденсе». В 2007 году получила приз лучшей молодой футболистке Дании.
С 2011 по 2013 год играла в Швеции за «Мальмё», в составе команды дважды выиграла чемпионский титул.
В 2014 году вернулась в Данию и отыграла два сезона за «Брондбю». В январе 2015 года объявила о будущем переходе в «Сиэтл Рейн», выступающий в NWSL. Дебютировала за команду 12 июля 2015 года.
В октябре 2015 года вернулась в «Брондбю».
В июне 2017 года заключила двухлетний контракт с «Монпелье».

### Сборная
В составе национальной сборной дебютировала в 2009 году в товарищеской игре с Англией.
Участвовала в чемпионатах Европы 2013 и 2017 годов.

## Достижения

### Клуб
«Мальмё»
- Чемпионка Швеции: 2011, 2013
- Обладательница Суперкубка Швеции: 2011, 2012

«Сиэтл Рейн»
- Победительница регулярного чемпионата NWSL: 2015

«Брондбю»
- Чемпионка Дании: 2015, 2017
- Обладательница Кубка Дании: 2015, 2017